# Episodi di 100 Centre Street (seconda stagione)
La seconda e ultima stagione della serie televisiva 100 Centre Street è andata in onda negli Stati Uniti sul canale A&E dall'8 ottobre 2001 al 5 marzo 2002.
| nº | Titolo originale          | Titolo italiano              | Prima TV USA     | Prima TV Italia |
| -- | ------------------------- | ---------------------------- | ---------------- | --------------- |
| 1  | Kids (1)                  | Ragazzi                      | 8 ottobre 2001   |                 |
| 2  | Kids (2)                  | Ritrovarsi                   | 15 ottobre 2001  |                 |
| 3  | Love Stories              | Storie d'amore               | 22 ottobre 2001  |                 |
| 4  | Queenie's Tough           | Queenie è una dura           | 29 ottobre 2001  |                 |
| 5  | The Fix                   | Corruzione                   | 6 novembre 2001  |                 |
| 6  | Daughters                 | Scelte di vita               | 13 novembre 2001 |                 |
| 7  | Lost Causes               | Giustizia per alcuni         | 20 novembre 2001 |                 |
| 8  | Queenie's Running         | Queenie si butta in politica | 27 novembre 2001 |                 |
| 9  | Andromeda and the Monster | Andromeda ed il mostro       | 11 dicembre 2001 |                 |
| 10 | Bottlecaps                | Tappi di bottiglia           | 18 dicembre 2001 |                 |
| 11 | End of the Month          | Luna piena, notti agitate    | 8 gennaio 2002   |                 |
| 12 | Give Up or Fight          | Rinuncia o combatti          | 15 gennaio 2002  |                 |
| 13 | Babies                    | Ingenuo come un bambino      | 22 gennaio 2002  |                 |
| 14 | Zero Tolerance            | Tolleranza zero              | 29 gennaio 2002  |                 |
| 15 | Justice Delayed           | Uomo libero                  | 5 febbraio 2002  |                 |
| 16 | Hurricane Paul            | L'uragano                    | 12 febbraio 2002 |                 |
| 17 | Fathers                   | Padri                        | 26 febbraio 2002 |                 |
| 18 | It's About Love           | Solo per amore               | 5 marzo 2002     |                 |